# إدوارد ارتشر
إدوارد ارتشر (بالإنجليزية: Edward Archer)‏ هو سياسي أسترالي، ولد في 12 ديسمبر 1871 في المملكة المتحدة، وتوفي في 1 يوليو 1940 في أستراليا بسبب اعتلال الكلية. حزبياً، نشط في حزب التجارة الحرة. وقد انتخب عضو المجلس التشريعي ولاية كوينزلاند عن دائرة Electoral district of Normanby (Queensland) ‏ (5 مارس 1914 – 22 مايو 1915) وانتخب عضو مجلس النواب الأسترالي عن دائرة Division of Capricornia ‏ (12 ديسمبر 1906 – 13 أبريل 1910).